# R. 브랜던 존슨
R. 브랜던 존슨(R. Brandon Johnson, 1974년 1월 14일 ~ )은 미국의 배우, 음악가, 희극인, 진행자이다.

## 출연 작품
- 우리는 댄스소녀 1 (2010년)
- 악명높은 베티 페이지 (2005년)
- 멀라버렌스 (2004년)
- Rick (2003)
- 페이블드 (2002년)

### 텔레비전
- CSI: 마이애미 (2003)
- 원 라이프 투 리브 (2003-08)
- 한나 몬타나 (2007)